# Sankt Pantaleon-Erla
Sankt Pantaleon-Erla là một thị trấn ở huyện Amstetten trong bang Niederösterreich ở nước Áo. Đô thị này có diện tích 28,3 km², dân số năm 2001 là 2511 người.